# Скауты (фильм)
«Ска́уты» — комедийный кинофильм Лоуренса Гордона.

## Сюжет
Пятеро мужчин, бывших в детстве в одном скаутском отряде, решили через двадцать лет воссоединиться на время, чтобы совершить поход в горы. В это время из близлежащей тюрьмы совершает побег весьма опасный преступник, который, пытаясь скрыться в горах, натыкается там на тех самых мужчин-скаутов. Подозрительный рецидивист сразу принимает этих ничего не знающих парней за агентов ФБР, что и приводит к массе комичных ситуаций.

## В ролях
- Луи Андерсон
- Ричард Льюис
- Ричард Белзер
- Фрэнклин Эджайя
- Тим Томерсон
- Джон Гудмен
- Бриджид Брэнно